# Pižmoň severní
Pižmoň severní neboli tur pižmový nazývaný též jako pižmoň východní (Ovibos moschatus) je velké zvíře, které je dokonale přizpůsobeno silným mrazům vysokého severu.

## Popis
Pižmoň severní je velké, zavalité zvíře se zakulacenou hlavou a poměrně krátkými končetinami. Pižmoň severní je sice o mnoho nižší než kráva, ale dosahuje skoro stejné hmotnosti 200–450 kg. Výška v kohoutku činí pouze 90–150 cm a jeho tělo je dlouhé 200–250 cm. Díky dlouhé a neobyčejně husté srsti pižmoň působí ještě nižším, ale robustním dojmem. Délka srsti činí až 90 cm, takže na bocích sahá téměř k zemi. Na přední straně hlavy a končetinách je ovšem srst mnohem kratší. Zbarvení pižmoně je černohnědé až šedé, na hřbetě a čenichu světlejší. Mláďata někdy mívají na čele světlou skvrnu. Právě od dlouhé srsti je odvozen inuitský název pižmoně umiŋmak, což v překladu znamená „chlupáč“ či „vousáč“. Pižmoň má čtyřprsté končetiny, ale došlapuje jen na dva prsty, podobně jako např. kráva. Jeho ocas je hustě osrstěný a nápadně krátký. Hlava pižmoně je klabonosá, tvarem trochu připomíná hlavu domácího berana. Oči i boltce jsou nápadně malé a čenich je porostlý srstí až k nozdrám, takže není vytvořen mulec. Pod tlamou má pižmoň husté "vousy" z prodloužené srsti. Mezi nápadné znaky pižmoně patří rohy, které nosí obě pohlaví. Rohy jsou velmi mohutné a mohou měřit až 70 cm. Na čele se stýkají a jejich báze zde vytvářejí jakousi "čelenku", díky níž je čelo pižmoně doslova opancéřované. Rohy se od této báze ohýbají směrem dolů a k ostré špici se hákovitě zahýbají. Obrněné čelo používají samci pižmoňů při vzájemných soubojích v době říje nebo při obraně před vlky. Tvrdí se, že kulka z kulovnice, vystřelená na pižmoně, se od jeho čela odrazí.[zdroj⁠?!]

## Rozšíření
Pižmoni pocházejí z chladných stepí s kontinentálním suchým klimatem, proto jsou dost náchylní na deště kombinované s mrazem. Současná změna klimatu byl nejpravděpodobnější důvod vyhynutí těchto savců v Evropě (četné nálezy a fosílie dokládají, že žili i na území střední Evropy) a Asii v poledové době, kdy se výrazně zvýšilo množství srážek.

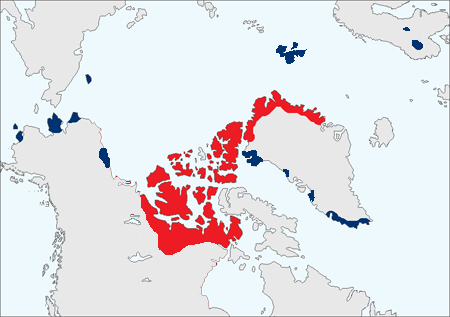
Rozšíření pižmoně severního: červená barva = původní rozšíření (19. století); modrá barva = místa, kde byl úspěšně vysazen v 20. století

Do dnešních dnů se podařilo pižmoňům přežít jen v odlehlých a pustých místech kanadské Arktidy a severovýchodního Grónska. Ale i tady téměř vyhynuli během 19. století, kdy do těchto oblastí začali pronikat obchodníci s kožešinami. Na poslední chvíli byly však vydány zákony na jejich ochranu. V rámci několika ochranářských programů byla zvířata na nějakých místech svého výskytu znovu vysazena, v důsledku toho dnes už opět pižmoň oživuje kamenitou tundru i na Aljašce, na západě Grónska, na Tajmyrském poloostrově v Rusku a v Evropě ve dvou horských oblastech střední Skandinávie.Stav ve volné přírodě se v roce 2021 odhadoval na 135 000 jedinců.[rozpor]
Díky tvrdému režimu ochrany jejich počet znovu stoupá a dnes se pohybuje mezi 50 až 60 tisíci zvířaty.[rozpor] V některých oblastech Kanady je dokonce původním obyvatelům – Eskymákům – povolen omezený lov několika desítek kusů ročně.

## Způsob života
Pižmoň severní je zvíře žijící ve skupinách – v létě žije v menších skupinách a v zimě se houfuje do větších skupin, které mohou čítat až 100 kusů. V krutých mrazech polární noci vyhledávají pižmoni vichřicemi vyfoukané svahy kopců, kde je dostupná potrava v podobě větví, pupenů nízkých vrb, vřesovcovitých rostlin a uschlých travin.
Staří býci žijí samotářsky a jen v období rozmnožování se obklopují několika kravami. Říje začíná v druhé polovině září a trvá asi měsíc. Samci kolem sebe šíří pronikavý pach, podle kterého dostalo zvíře české pojmenování. Jedná se o výměšek žláz umístěných v srsti nad očima, který si vtírají do srsti na předních nohách.

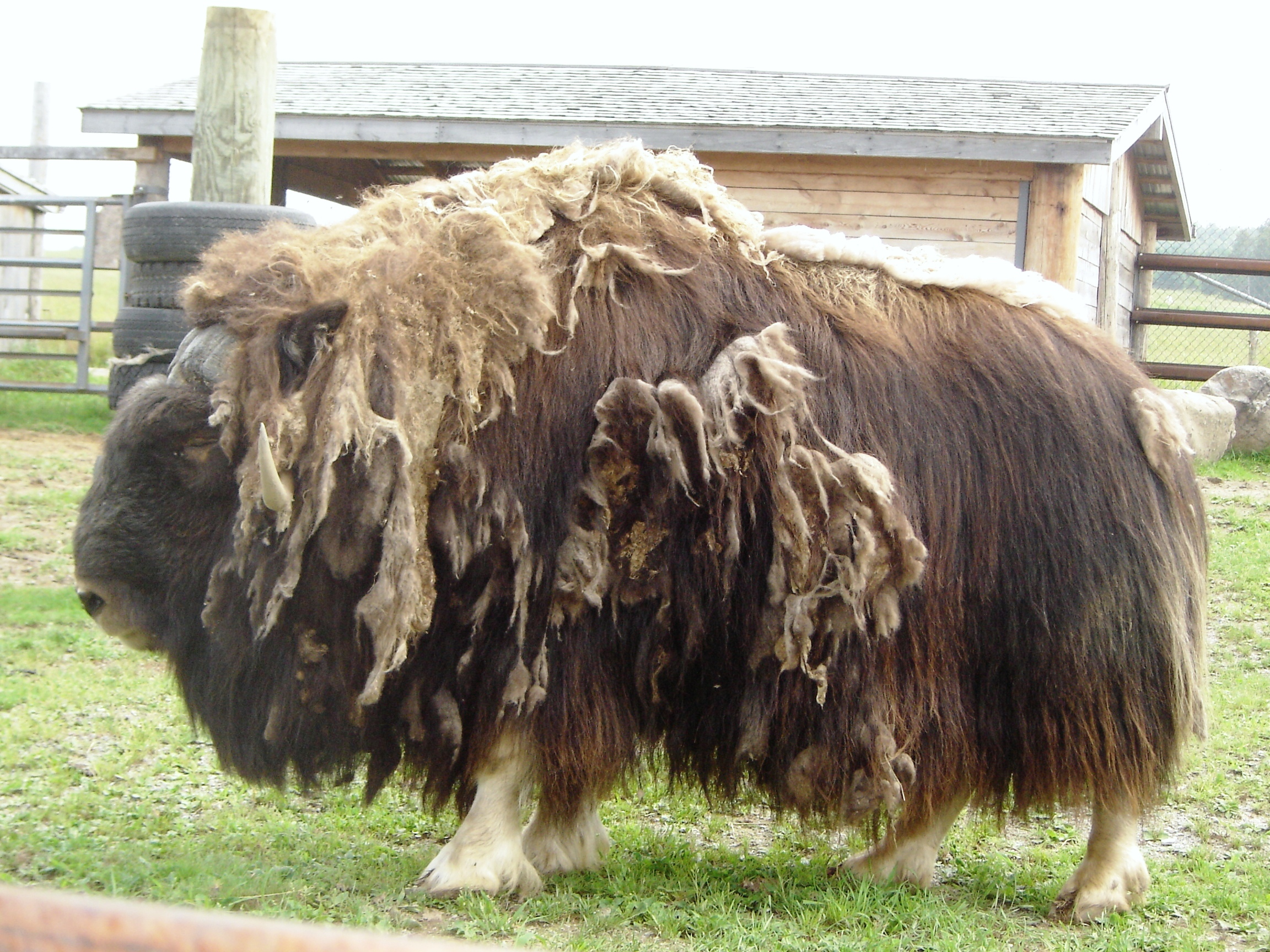
Línající kus

Býci mezi sebou urputně bojují o přízeň krav. V plném trysku se na sebe řítí ze vzdálenosti několika desítek metrů a zvuk rohů narážejících do sebe je slyšet na velkou vzdálenost. Boj pokračuje tak dlouho, dokud jeden samec neustoupí. Březost krav trvá 8 měsíců a telata přicházejí na svět v květnu. Již od prvních dnů jsou telata schopna následovat matku i stádo. Plně se osamostatňují během prosince, kdy přestávají definitivně sát mléko. Jalovice jsou pohlavně dospělé v třetím roce života, býčci asi o dva roky později. Pižmoni severní se mohou dožít až 35 let.

### Obranná strategie
U pižmoňů se vyvinul jeden z nejlepších způsobů obrany u býložravců proti predátorům. Při objevení nepřítele se vylekaná zvířata rychle sbíhají do kompaktního kruhovitého tvaru. Natisknou se k sobě tak, že zadek mají vevnitř a hrozivou hradbou skloněných čel s nebezpečnými rohy vně kruhu. Uvnitř kruhu se nacházejí telata a slabší jedinci. Nejstarší a nejsilnější členové stáda provádějí proti nepříteli tryskové útoky, které odradí i vyhladovělou smečku vlků.
Zatímco proti vlkům tato technika jednoznačně uspěla, proti člověku nikoli a stala se jim osudnou. Statečnost a soudržnost pižmoňů je pověstná už od pradávna. V novodobé historii se nejednou stalo, že lovec, který chtěl zabít jen několik kusů pro svou potřebu, musel zabít celé stádo. Pižmoni totiž hájí a neopustí ani mrtvá zvířata. Obranný pud se jim stává osudným i v dnešní době, kdy na sever proniká množství turistů. Pižmoni zaujímají kruhovou obranu i při postřehnutí malého letadla s turisty. Při přeletu je ale zachvátí panika a stádo se dává na bezhlavý útěk. Vystrašená zvířata tak často v panice udupou svá telata.

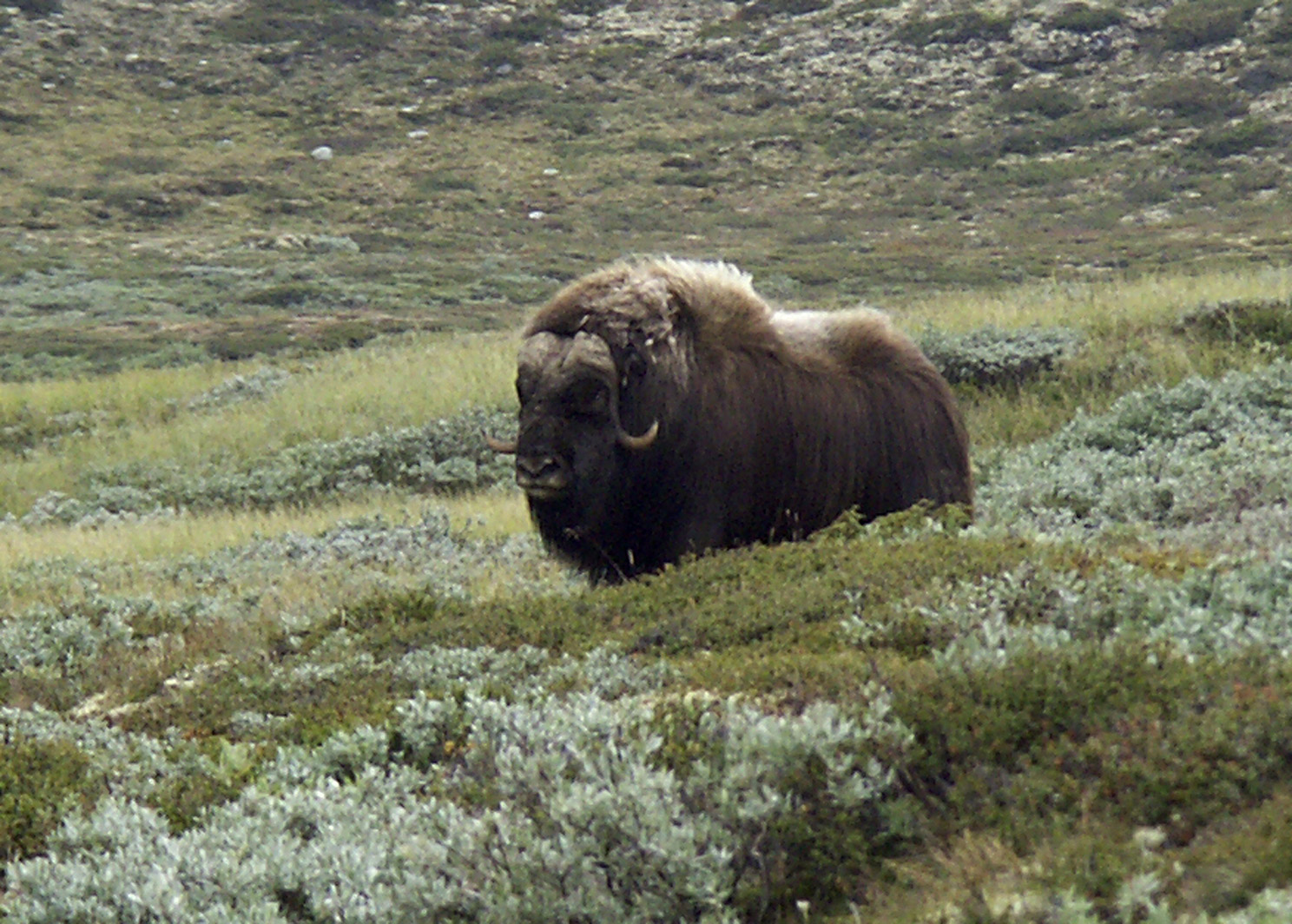
Pižmoň severní v Národním parku, Norsko

## Nebezpečné zvíře
Na většinu turistů působí pižmoni neohrabaně, a tak se nebojí přijít blíž, aby si živočicha prohlédli nebo vyfotografovali. To se jim ale většinou stává osudným. Pokud člověk překročí jejich útěkovou vzdálenost, která je asi 50–100 m, zvířata ještě varují. Hlasitě funí, nervózně potřásají hlavou a často hrabou některou z předních končetin. Pak již následuje překvapivě rychlý útok. V otevřeném prostranství je útěk zcela beznadějný. Proto se doporučuje udržet od zvířat vzdálenost 200 m.

## Hrozba oteplování
Na dnešních největších ztrátách pižmoňů se podílejí převážně náhlé vpády teplého vzduchu vysoko na sever. Přežene-li se v zimě déšť, rouno pižmoňů promokne a následujícím mrazem zmrzne „na kámen“. Ležící pižmoni často přimrznou k zemi svou dlouhou srstí a už nejsou schopni vstát. Šťastnější jedinci, kteří se pohybují, se zase přes vzniklý ledový krunýř nedostanou k potravě a většina telat a starších kusů tak uhyne hlady. Tato plošná decimace je dávána do souvislosti s globálním oteplováním zeměkoule.

## V literatuře
V románu Eduarda Štorcha Lovci mamutů přijede jeden z hrdinů, chlapec Veverčák, na poraněném pižmoňovi až do loveckého tábora. Před cca 20 tisíci lety, kdy se děj knihy odehrává, pižmoň skutečně žil i na českém území a společně se soby, divokými koňmi či mamuty se stával kořistí pravěkých lovců. Dokladem výskytu pižmoně na území Česka je např. neúplná kostra, nalezená v jeskyni Ovčí díra v Moravském krasu, celkově však jsou ve střední Evropě nálezy tohoto druhu, např. ve srovnání se soby, mamuty či jeskynními medvědy, dost vzácné.

## Pižmoň severní v českých zoo
- Zoo Liberec
- Zoo Plzeň
- Zoo Olomouc
- Zoopark Chomutov